# Pedro Neves
Pedro Neves   (Vila Franca de Xira, 29 de setembre de 1978) és un polític portuguès.

## Trajectòria
Nascut el 1978 al municipi Vila Franca de Xira del districte de Lisboa, el 2015 va decidir mudar-se a les Açores. Va treballar 13 anys com a director logístic i després com a consultor de negocis.
Milita al partit Persones-Animals-Natura des del 2014, tot i que ja li donava suport el 2011 per la seva «passió per les causes ambientals, animals i ciutadanes». Es el seu portaveu a les Açores d'ençà del 2016. També li va fer d'assessor polític i de comunicació entre el 2017 i el 2020.
Va ser elegit diputat a l'Assemblea Legislativa de les Açores en les eleccions legislatives de 2020. Es va convertir en el primer membre del partit PAN a obtenir aquest càrrec.

## Ideologia política
Advoca per un reforç de l'autonomia sostingut per quatre fonaments: la mar, la sobirania alimentària, la independència energètica i la defensa. Per això, ha proposat la creació d'un cos de policia regional per la «falta de seguretat» que hi ha a l'arxipèlag; també la instauració d'una Secretaria Regional del Medi Ambient i Alteracions Climàtiques i d'una Direcció Regional de Protecció i Benestar Animal.
Segons ell, la majoria absoluta del Partit Socialista a l'Assemblea Legislativa de les Açores d'abans del 2020 «estrangulava la democràcia i la sostenibilitat de la regió».

## Vida personal
Resideix a l'Illa de São Miguel, particularment al municipi Ribeira Grande. És vegà i en el temps de lleure practica surf i meditació.